# سیگه پارلینی
سیگه پارلینی (سوئدی: Sigge Parling; ۲۶ مارس ۱۹۳۰ – ۱۷ سپتامبر ۲۰۱۶) بازیکن و مربی فوتبال اهل سوئد بود.
از باشگاه‌هایی که در آن بازی کرده است می‌توان به باشگاه فوتبال سیریوس و باشگاه فوتبال دیورگاردن اشاره کرد.
وی همچنین در تیم‌های ملی فوتبال سوئد بی و سوئد بازی کرده است.